# Robert Beale (dyplomata)
Robert Beale (ur. 1541 w Woodbridge, Suffolk, Anglia, zm. 1601 w Anglia) – angielski dyplomata i urzędnik administracyjny za panowania Elżbiety I. Zajmował stanowisko Sekretarza Tajnej Rady (ang. Clerk of the Privy Council) oraz był uczestnikiem wielu ważnych wydarzeń tego okresu, w tym procesu Marii I Stuart.

## Życiorys
Robert Beale urodził się w 1541 roku w Woodbridge, Suffolk, Anglia. Jego wykształcenie prawnicze stanowiło solidną podstawę dla jego późniejszej kariery w administracji państwowej. Beale był gorącym orędownikiem umacniania religii protestanckiej w Anglii, co znalazło odzwierciedlenie w jego aktywnym uczestnictwie w życiu politycznym i dyplomatycznym kraju. Regularnie pełnił rolę przedstawiciela królowej Elżbiety I w misjach dyplomatycznych, które miały istotne znaczenie dla kształtowania międzynarodowych relacji Anglii w tym okresie. Jako sekretarz Tajnej Rady, Beale był zaangażowany w opracowywanie oficjalnych dokumentów państwowych i uczestniczył w rozstrzyganiu wielu kwestii politycznych. Jego rola w procesie Marii Stuart, królowej Szkotów, jako jednego z głównych komisarzy, świadczy o jego wpływie na ówczesną politykę wewnętrzną i międzynarodową Anglii.